# 埃尔丁根
埃尔丁根是德国下萨克森州的一个市镇。总面积56.73平方公里，总人口2138人，其中男性1048人，女性1090人（2011年12月31日），人口密度38人/平方公里。

## 著名人物
- 海因里希·塞弗羅，二战期间德国陆军第352步兵師官兵，其曾在2000年出版的回憶錄中自稱在阻擊盟軍諾曼底登陸時於奧馬哈海灘用機關槍殺死2,000多名美軍士兵